# Отмар Карас
Отмар Карас (нім. Othmar Karas; нар. 24 грудня 1957, Нижня Австрія) — австрійський політик і депутат Європейського парламенту з 1999 р. Перший віцепрезидент Європейського парламенту з 18 січня 2022 року. Член Австрійської народної партії, віцеголова групи ЄНП-ЄД і входить до Комітету Європейського парламенту з економічних та валютних питань.

## Освіта
1996 року отримав ступінь магістра в галузі філософії. За рік він закінчив Університет Санкт-Галлена, майстер європейського та міжнародного комерційного права.

## Кар'єра
У 1980-х і 1990-х рр. він працював у банківській і страховій сферах, обіймаючи керівні посади. У період 1976–1979 рр. був головою Австрійського товариства студентів, в 1980–1990 рр. він також обіймав посаду першого заступника голови Австрійського федерального союзу молоді. З 1981 до 1990 — федеральний голова Молоді Австрійської народної партії.
Водночас, наприкінці 1990-х був генеральним секретарем партії. У 1980–1990 рр. — член Національної ради АНП.
1995 року він став членом Бюро Європейської народної партії. Також став брати участь у діяльності національних гуманітарних організацій, а також асоціаціях австрійських посадових осіб (Österreichischer Arbeiter-унд Angestelltenbund).

## Особисте життя
Одружений із доктором Крістою Вальдхайм-Карас, дочкою Курта Вальдхайма.